# Обережно, двері зачиняються
Обережно, двері зачиняються — комедійний фільм 1998 року.

## Сюжет
Дві варіативні історії про молоду англійку Гелен Квіллі, чия доля різко змінюється в залежності від того, встигне вона на поїзд метро чи ні. Двері, через які встигла або не встигла проскочити героїня, — це ключова точка, з якої починає роздвоюватися розповідь. Спочатку вона спізниться, і їй доведеться взяти таксі, а після нападу грабіжника опинитися в лікарні і по поверненню додому не застати в ліжку нареченого його коханку. А потім Гелен вчасно опиниться і в поїзді, і вдома, після чого її стосунки з нареченим будуть зруйновані, а на горизонті з'явиться зовсім інший чоловік.